# 達瓦達
達瓦達，是利比亞南部费赞地區一個非裔阿拉伯人族群。
他們的族名在阿拉伯語中意思是蟲人，因為他們住在Gabraoun綠洲附近靠採集鹽湖中鹽水蝦賣給貨車為生。因為這種做法和達瓦達的外觀特色，被比喻為科伊桑人，也許是他們孑遺的人口。他們很少嫁娶他們部落之外的人。他們講阿拉伯語的方言。